# نالا سوپارا
نالا سوپارا
شهر نالا سوپارا (به انگلیسی: Nalasopara) با جمعیت ۳۱۷٫۵۱۰ نفر در ایالت مهاراشترا در کشور هند واقع شده‌است.